# Jesús González Guisande
Jesús González Guisande (Vigo, 6 de enero de 1959 - 3 de septiembre de 2017) fue un remero olímpico español, que compitió en los Juegos Olímpicos (Moscú 1980 y Los Ángeles 1984).

## Trayectoria

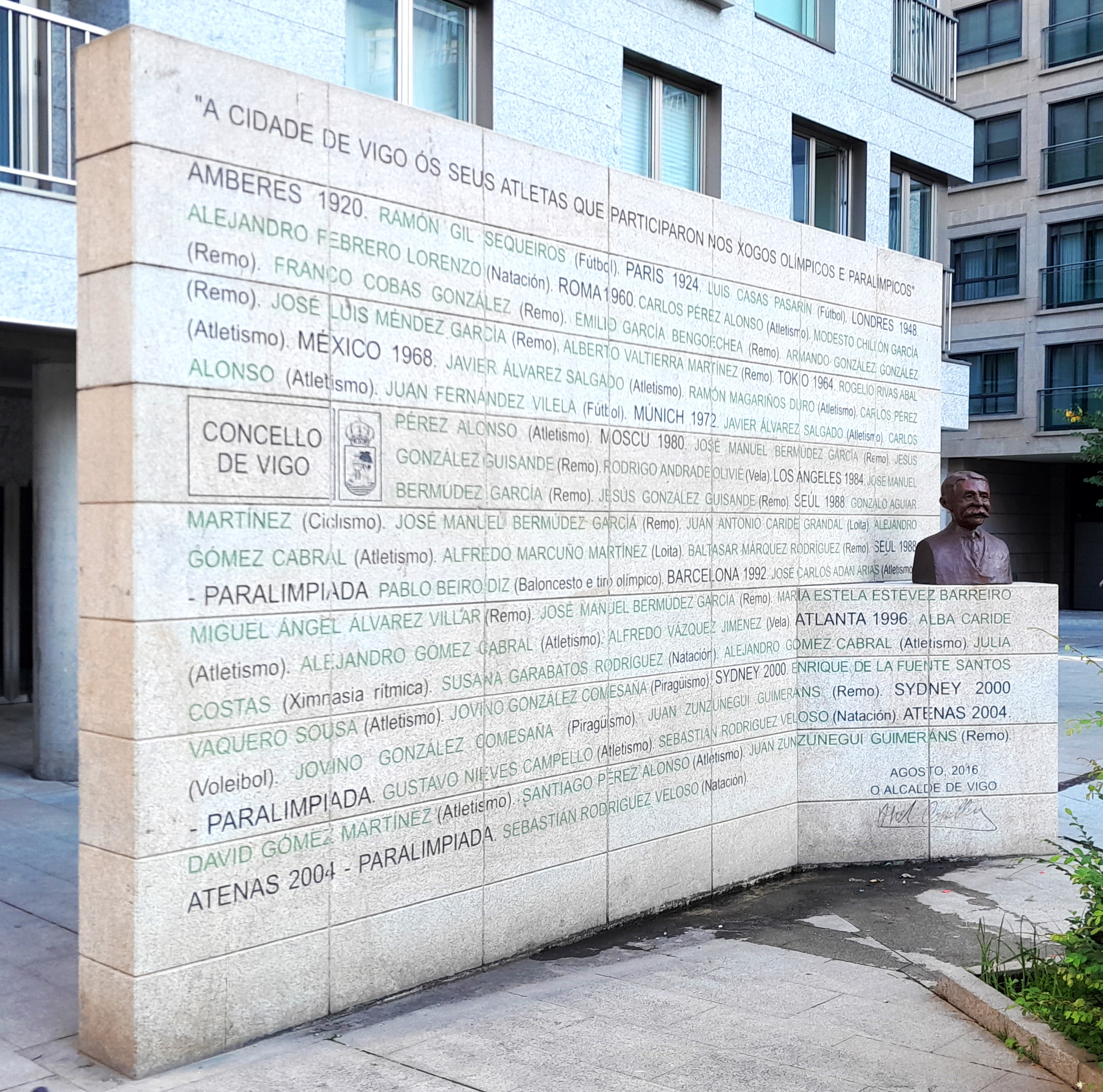
La ciudad de Vigo con su sus atletas.

Comenzó a remar en el Liceo Marítimo de Bouzas, pasando por el Club Natació Banyoles. En 1978 en Mequinenza ganó los dos primeros Campeonatos de España absolutos (doble scull junto a Fernando Climent y de ocho con timonel). Revalidó el título del ocho con timonel en 1979, 1981, 1982 y 1984. Fue también campeón de España de skiff en 1981; de cuatro con timonel en 1983 e 1984, de cuatro sin timonel en 1983 y de cuatro scull en 1986 e 1987; además de subir en numerosas ocasiones más en el podio.
En 1980 disputó sus primeros Juegos Olímpicos, los celebrados en Moscú. Participó en la prueba de cuatro scull, junto a Joan Solano, Manuel Vera y Julio Oliver, y acabó en la quinta plaza final, y con ello diploma olímpico. Repitió la participación en la siguiente cita olímpica, Los Ángeles 1984, con el mismo equipo excepto Solano, que fue substituido por Luis Miguel Oliver. Consiguió de nuevo un diploma olímpico, acabando en la sexta plaza.